# Čemal'skij rajon
Il Čemal'skij rajon (in russo Чемальский район?) è un municipal'nyj rajon della Repubblica autonoma dell'Altaj, nella Russia asiatica. Istituito nel 1992, occupa una superficie di 3.016 chilometri quadrati, ha come capoluogo Čemal e nel 2010 ospitava una popolazione di circa 10.000 abitanti.